# Екіті
Екіті (англ. Ekiti State) — штат на південному заході Нігерії. 32-й за площею та 29-й за населенням штат Нігерії. Адміністративний центр штату — місто Адо-Екіті.

## Географія
Територія штату розташована на плато на висоті близько 250 м над рівнем моря, складеному з метаморфічних порід. В основному це рівнина, з виходами скельних порід, одиночних або групами. Південь покритий тропічними лісами, північ є саваною.

## Клімат
Екіті характеризується тропічним кліматом з двома сезонами — сезоном дощів з квітня по жовтень і сухим сезоном з листопада по березень. Вологість висока, температури варіюються між 21 і 28 °C.

## Історія
До британської колонізації Екіті був незалежною державою, в основному населеним йоруба.
Штат утворений 1 жовтня 1996 року, в диктаторське правління генерала Сані Абача, шляхом поділу штату Ондо.

## Адміністративно-територіальний поділ
Штат розділений на 16 територій місцевого адміністративного управління:
- Ado-Ekiti
- Oye
- Aiyekire (Gbonyin)
- Efon
- Ekiti East
- Ekiti South-West
- Ekiti West
- Emure
- Ido-Osi
- Ijero
- Ikere
- Ikole
- Ilejemeje
- Irepodun/Ifelodun
- Ise/Orun
- Moba